# Hakaniemi
Hakaniemi (en suédois Hagnäs) est une partie du quartier de Kallio à Helsinki en Finlande.

## Situation
Hakaniemi est situé dans la partie méridionale du quartier du Kallio. 
Il est séparé de Kruununhaka par le détroit de Siltavuori, qu'enjambent les ponts Pitkäsilta et Hakaniemen silta.
De nos jours Hakaniemi n'est pas le nom officiel d'un quartier.
Le nom Hakaniemi signifie la place du marché de Hakaniemi et son entourage, c'est-à-dire la partie orientale de Siltasaari, la partie méridionale des sections Linjat et Merihaka.
La station de métro Hakaniemi est située dans les sections de Siltasaari et de Linjat.

### Projets
En août 2016, il a été décidé de réaliser le projet Kruunusillat, qui comprend une liaison par tramway de dix kilomètres et trois nouveaux ponts entre le centre d'Helsinki, Hakaniemi et Yliskylä. 
La construction des ponts a commencé en 2018.
La station de métro Hakaniemi sera desservie par la future voie en goutte.

## Architecture
Ce quartier, ouvrier à l’origine, et bastion des syndicats de travailleurs, a connu ces dernières années une hausse considérable de ses loyers et se situe désormais à niveau égal avec le reste du centre-ville de Helsinki. Hakaniemi est notamment connu pour son marché, la halle du marché  et ses magasins d'importation orientale.
Hakaniemi héberge le siège de plusieurs syndicats comme celui du SAK ou du Teollisuusliitto et de partis politiques comme le Parti social-démocrate de Finlande ou l'Alliance de gauche. 
On y trouve également le Théâtre municipal d'Helsinki, l'immeuble Ympyrätalo (« Maison ronde »)  et l'hôtel Hilton.

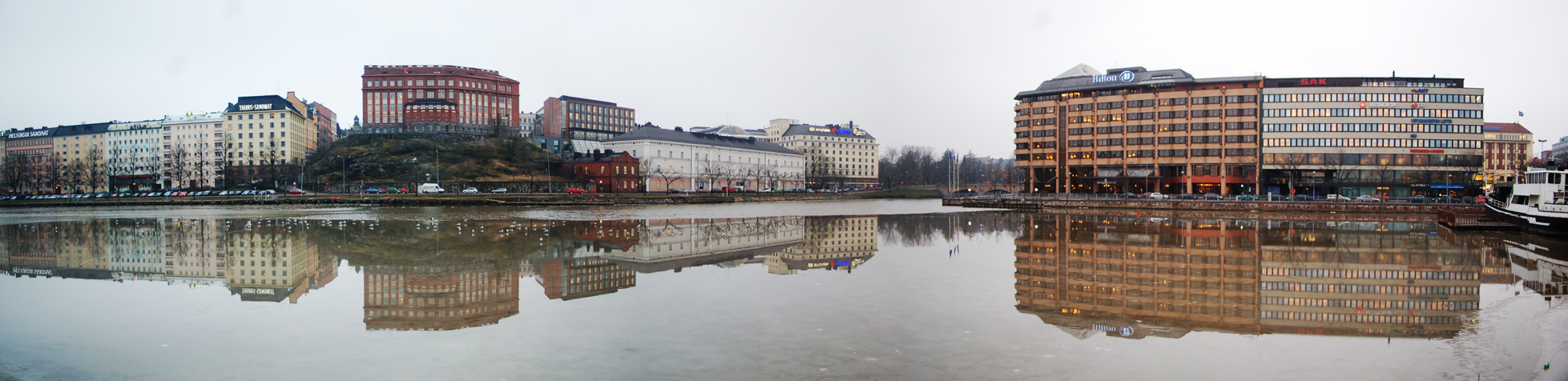
Siltavuorensalmi vu de Hakaniemi

## Galerie

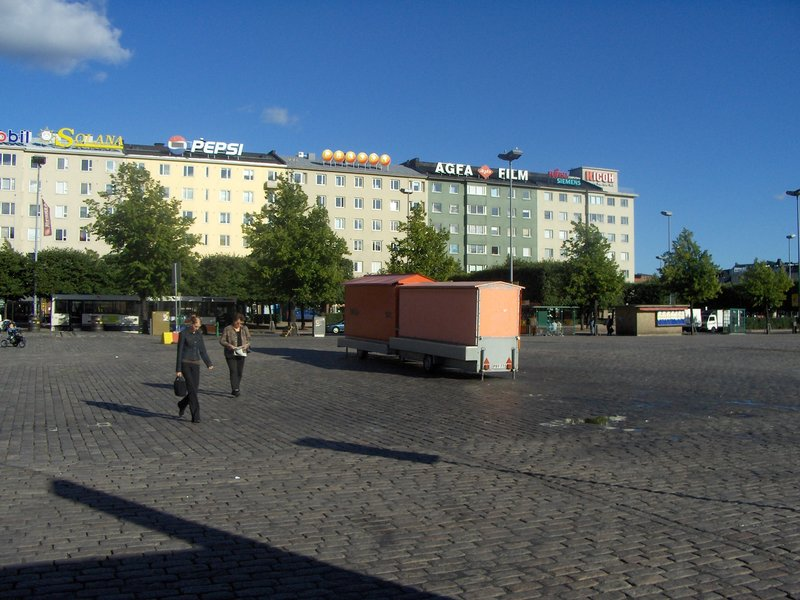
La place du marché de Hakaniemi
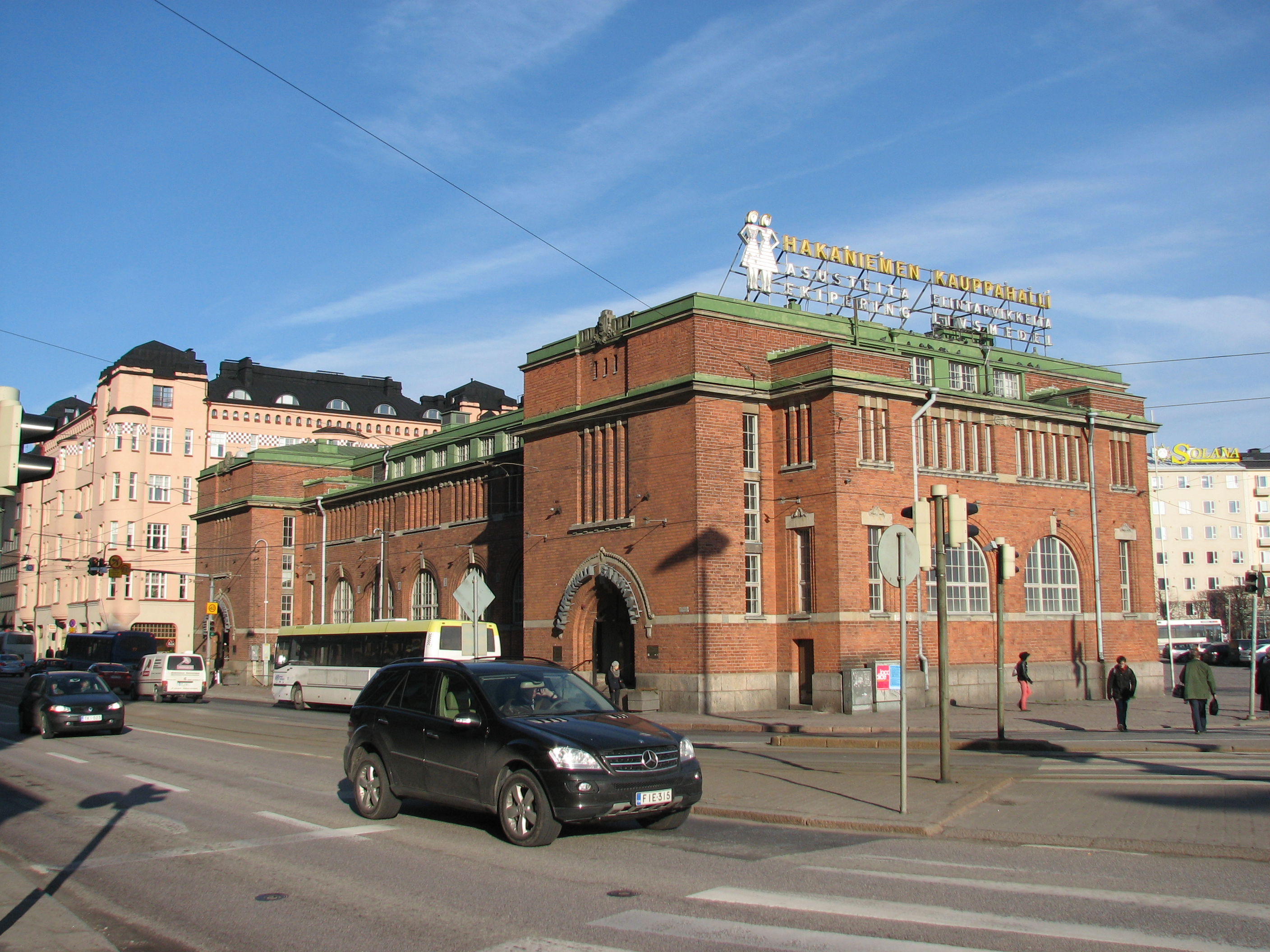
La halle du marché de Hakaniemi
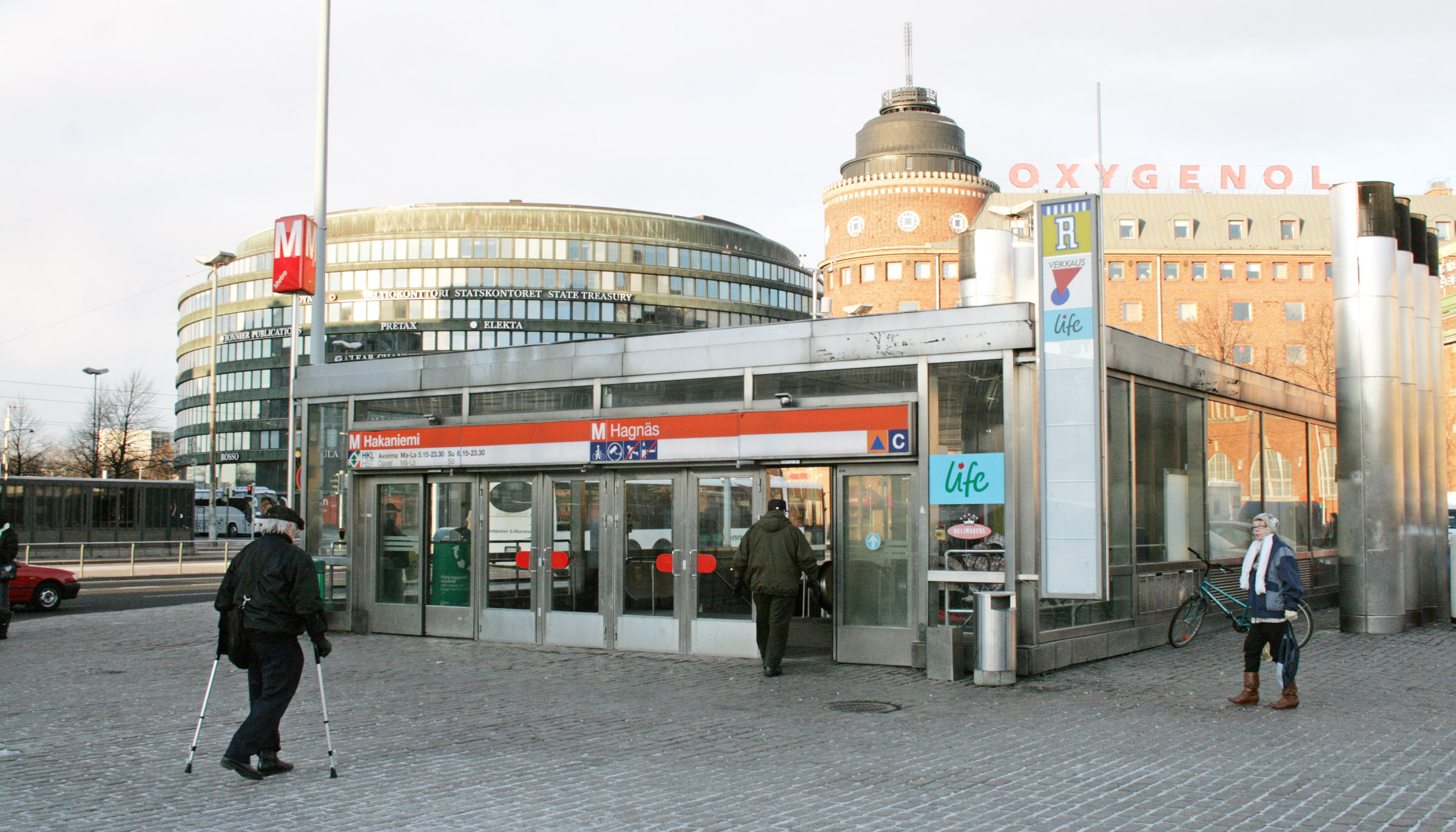
station de métro Hakaniemi

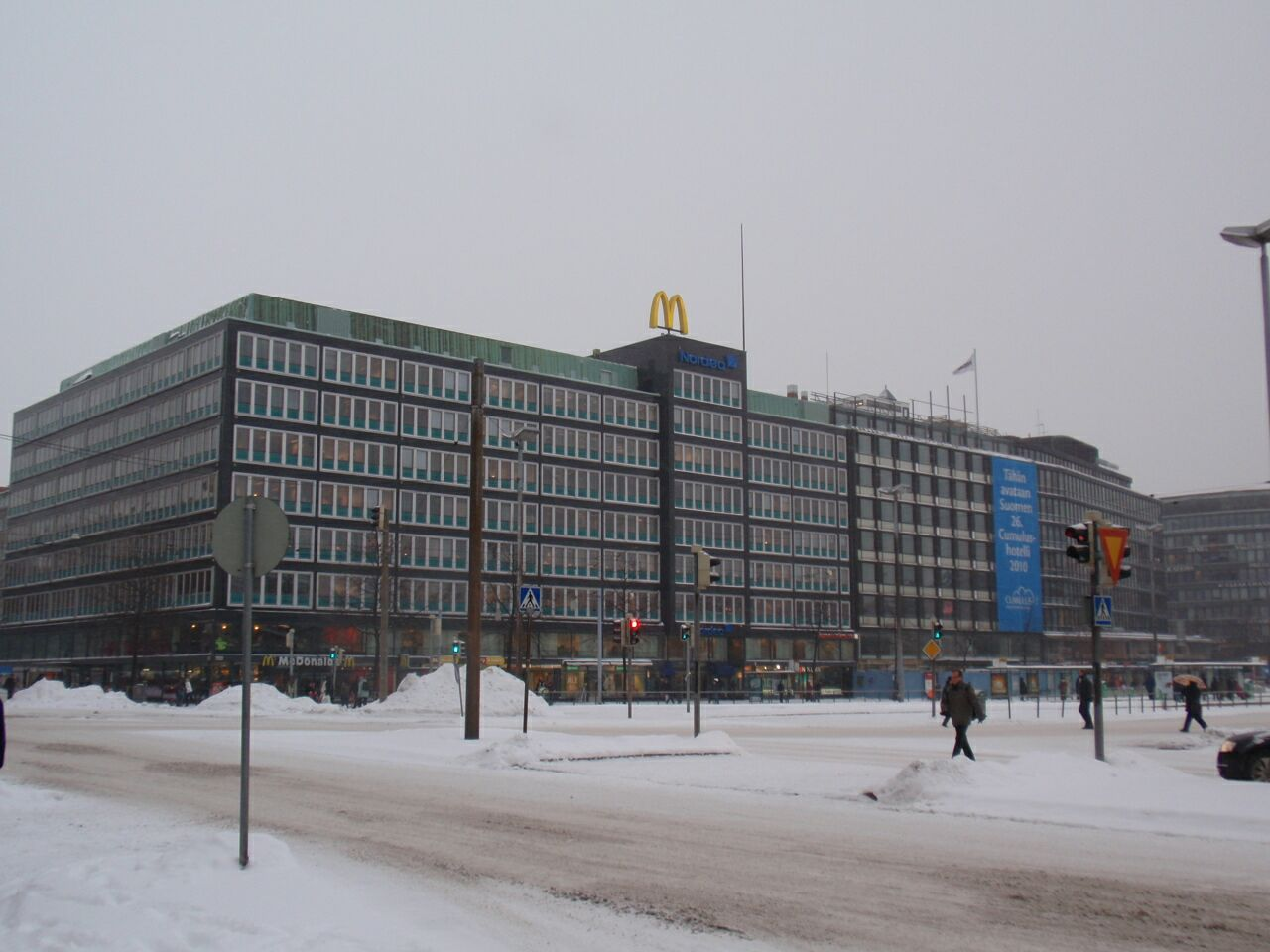
Immeuble Paasitalo de Martti Välikangas
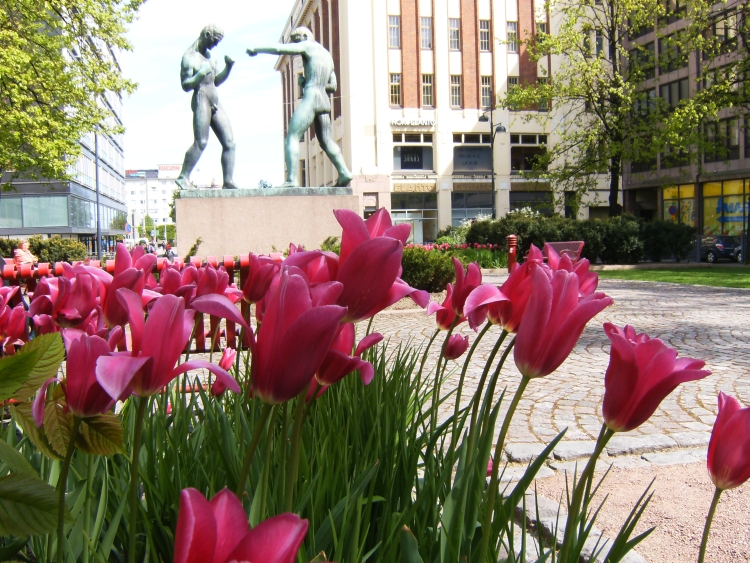
Nyrkkeilijät sculptée par Johannes Haapasalo
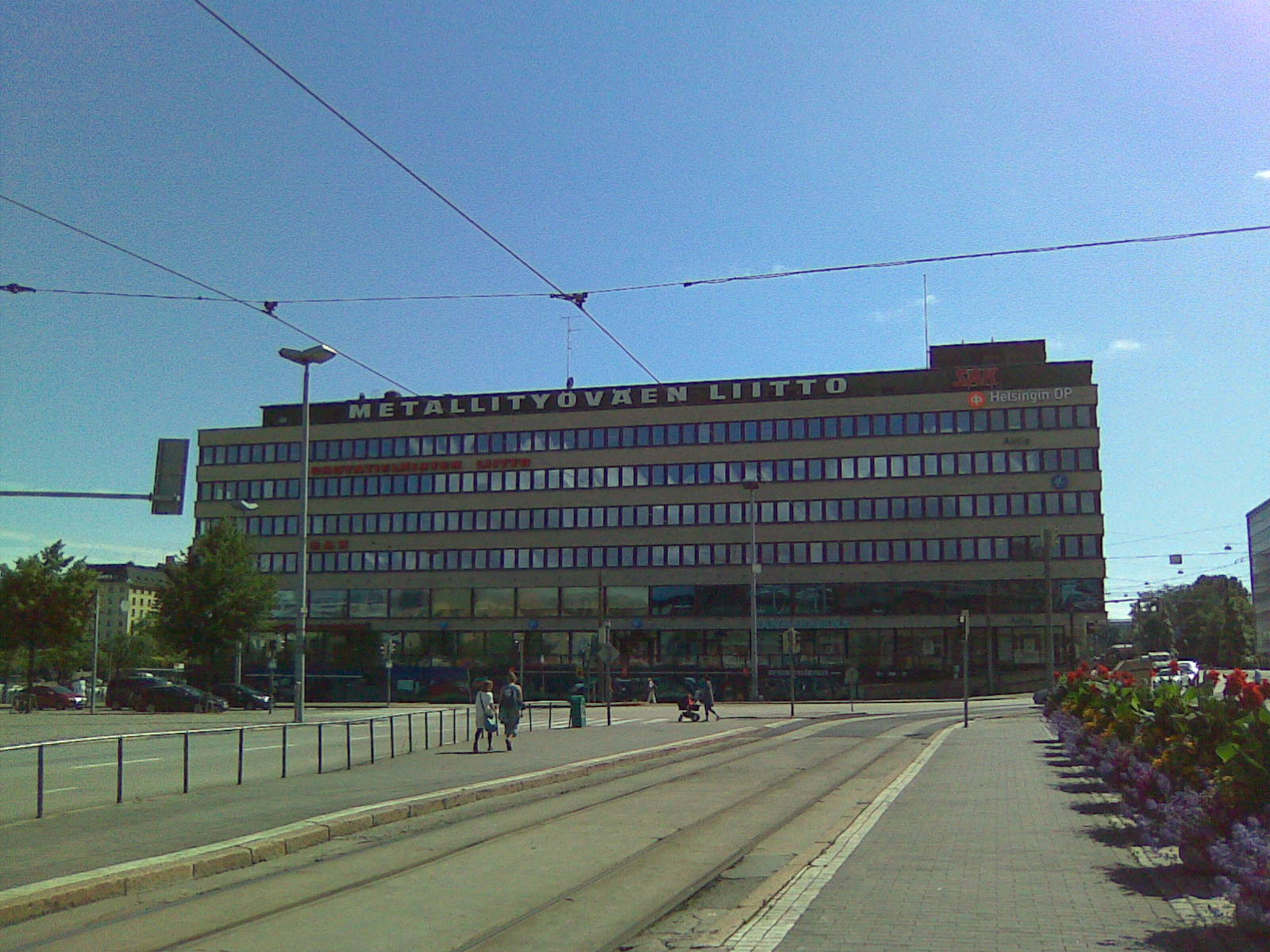
La Metallitalo héberge la SAK et le Teollisuusliitto.